# An American in Paris
An American in Paris (bra: Sinfonia de Paris; prt: Um Americano em Paris) é um filme estadunidense de comédia romântica musical de 1951, dirigido por Vincente Minnelli.
O filme ocupa a nona colocação na lista dos 25 maiores musicais estadunidenses de todos os tempos, idealizada pelo American Film Institute (AFI) e divulgada em 2006.

## Sinopse
O veterano da Segunda Guerra Mundial, Jerry, vive em Paris tentando se firmar como pintor. Ele conhece a milionária Milo que o apoia e tenta ajudá-lo a subir na carreira, mesmo estando mais interessada em Jerry do que na sua arte. Mas ele acaba se apaixonando por Lise que está noiva de Henri, por quem ela tem uma dívida de gratidão por tê-la salvado e a sua família durante a guerra.

## Elenco
- Gene Kelly como Jerry Mulligan
- Leslie Caron como Lise Bouvier
- Oscar Levant como Adam Cook
- Georges Guétary como Henri Baurel
- Nina Foch como Milo Roberts
- Noel Neill como garota americana (não-creditada)

## Principais prêmios e indicações
Óscar 1952 (EUA)
- Venceu nas categorias de melhor direção de arte colorida, melhor fotografia colorida, melhor figurino colorido, melhor trilha sonora de cinema, melhor filme e melhor roteiro original.
- Indicado nas categorias de melhor diretor e melhor montagem.

BAFTA 1952 (Reino Unido)
- Indicado na categoria de melhor filme de qualquer origem.

Festival de Cannes 1952 (França)
- Indicado ao Grande Prêmio do Festival.

Globo de Ouro 1952 (EUA)
- Venceu na categoria de melhor filme - comédia/musical.
- Indicado nas categorias de melhor diretor e melhor ator de cinema - comédia/musical (Gene Kelly).